# СЕС-5
СЕС-5 — сонячна геліостанція баштового типу, розташована поблизу міста Щолкіне в Криму.
Перша і остання в СРСР сонячна електростанція (СЕС) була побудована в 1985 р. Зараз від неї залишилися тільки обслуговуючі будівлі, поле з опорами від дзеркальних рефлекторів та макет станції в Політехнічному музеї в місті Москва.

## Опис станції
СЕС-5 була задумана як експериментальна установка, основне призначення якої — з'ясувати особливості роботи специфічного устаткування (поле геліостатів і система управління ними, парогенератор-геліоприймачів, пароводяний акумулятор), накопичити досвід експлуатації всіх систем станції, виявити недоліки схеми та окремих елементів устаткування і отримати можливість в процесі освоєння СЕС-5 реконструювати недосконалі системи. Звичайно, для першої дослідної установки її вартість та вартість вироблюваної електроенергії не мали вирішального значення. Розрахункова вартість вироблюваної електроенергії становила близько 1 карбованець / кВтг, що приблизно у 50 разів перевищувало показник теплових електростанцій, що працюють на звичайному паливі.
Конструкція СЕС-5 складалася з концентратора — поля сонячних геліостатів, сонячного парогенератора, турбіни, генератора, системи автоматичного спостереження за Сонцем і системи теплового акумулювання.
СЕС-5 включає велике, діаметром 500 метрів поле геліостатів — дзеркальних відбивачів сонячних променів, розташованих у кілька рядів навколо 89-метрової вежі з сонячним котлом-парогенератором нагорі. Кожен геліостат мав площину 25 кв.м. (всього їх було 1600 штук), був обладнаний електричними приводами зенітного і азімутального обертання, коефіцієнт відбиття дзеркал становив 0,71. По командах комп'ютера геліостати повертаються слідом за сонцем таким чином, щоб відбиті від дзеркал промені постійно концентрувалися на поверхні парогенератора. Нагріта денним світилом до 250–300 градусів вода утворює пар, і він під тиском 40 атмосфер спрямовується по трубопроводах в машинний зал до турбогенератора. Турбіна і генератор знаходилися на землі, в спеціальному приміщенні.
Одночасно частина високотемпературної пароводяної суміші акумулювалася в двох спеціальних ємностях. Теплові акумулятори складалися з двох ємностей для високотемпературної пароводяної суміші, об'ємом по 1000 кубометрів кожен. У разі поганої погоди, або вночі, він здатен був забезпечити роботу станції на стандартній потужності протягом 3-4 годин, плюс ще близько 10 годин в режимі зниженої потужності (приблизно 50%).
Проектна потужність станції становила 5 МВт. У світі на той момент було встановлено близько 21 МВт геліосистем. В селищі Щолкіне, де розташована станція, понад двох тисяч годин сонячного сяйва в році, південна широта забезпечує високе положення сонця, отже, і високу радіацію. Тут дуже прозора атмосфера, не буває, як у Середній Азії, піщано-пилових бур. Займаючи досить велику площу, СЕС тим не менш нічим не могла перешкодити існуючим в цьому районі галузям народного господарства: під станцію були відведені пустельні солончакові землі.
За час до зупинки на початку 90-х сонячна електростанція виробила близько 2 млн кВт*г електроенергії.

## Історія будівництва
Концепція СЕС-5 була вперше висунута в 50-ті роки Державним енергетичним науково-дослідним інститутом ім. Г. М. Кржижановського. Над проектом працювало відділення Ризького Інституту «Атомтеплоелектропроект» за участю тринадцяти інших проектно-конструкторських організацій Міністерства енергетики та електрифікації СРСР. Наукове керівництво здійснював Енергетичний інститут імені Г. М. Кржижановського Академії наук СРСР. Спорудження СЕС-5 було доручено колективу Запорізького будівельного управління Дніпробуд, який у тому ж селищі Щолкіне (Ленінський район), будував Кримську атомну електростанцію. Єдина промислово-будівельна база дозволяла знизити вартість обох об'єктів.
Перше пробне включення генератора станції СЕС-5 в мережу відбулося у вересні 1985 р. В той момент функціонувало 420 геліостатів.
Повністю станція вступила в дію в 1986 році. Загальна вартість будівництва СЕС-5 становила близько 29 млн. карбованців.

## Після закриття проекту

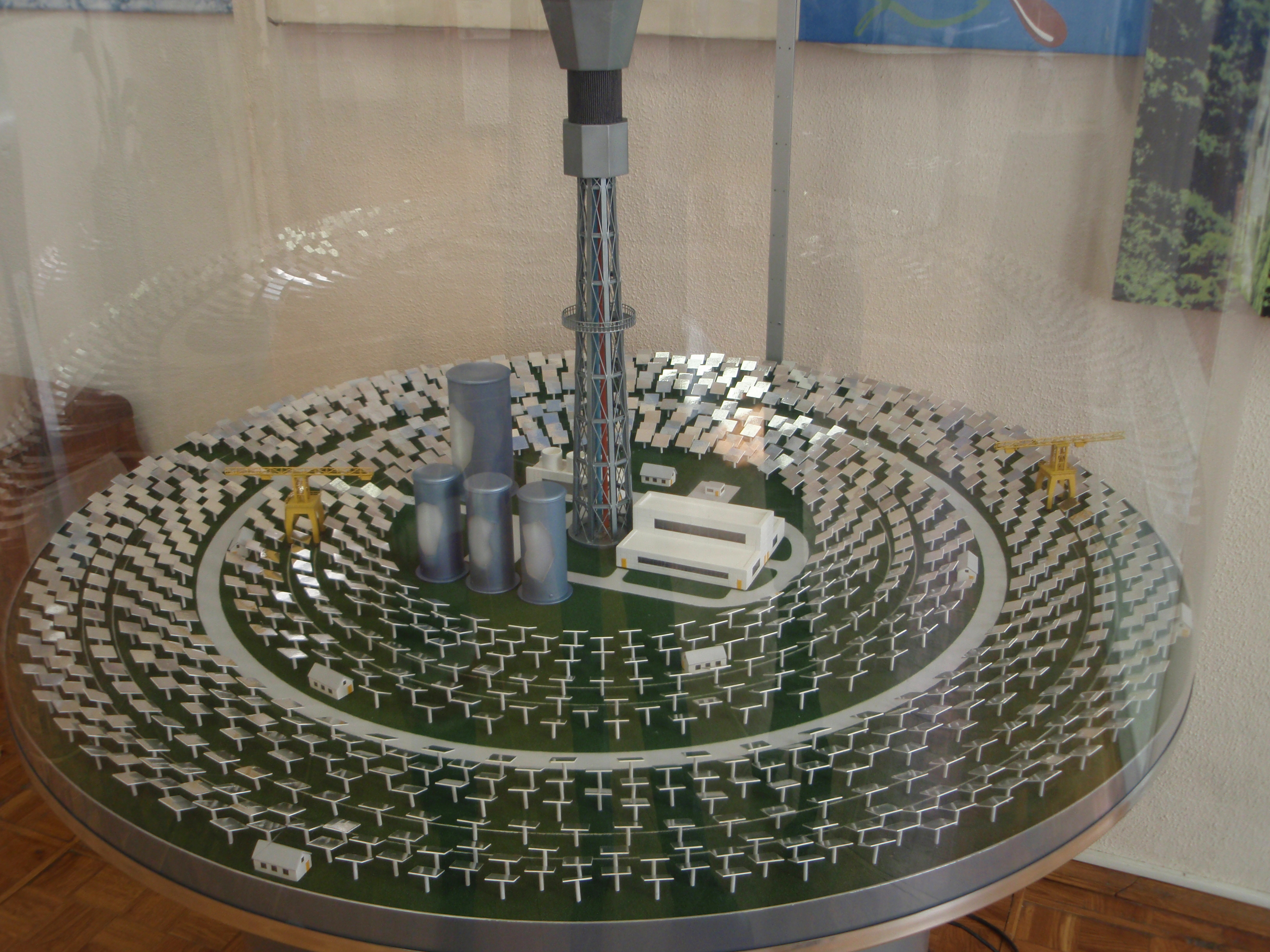
Макет станції в Політехнічному музеї

На жаль інженери та конструктори в 1986 році ніяк не могли здогадуватися, що СЕС-5 стане останньою сонячною електростанцією СРСР. Після розпаду СРСР, пропрацювавши пару років, експериментальна станція була закрита за непотрібністю і відсутністю фінансування. У 2005 році вежу розрізали на метал, залишилися тільки обслуговуючі будівлі та поле з опорами від дзеркальних рефлекторів. Макет станції знаходиться в Політехнічному музеї в місті Москва